# Gianfranco Garbuglia
Gianfranco Garbuglia (Corridonia, 24 novembre 1940 – Corridonia, 21 gennaio 2020) è stato un calciatore italiano, di ruolo terzino principalmente negli anni sessanta.

## Carriera
Ha disputato tre campionati di Serie A con le maglie di Udinese, Lazio e Messina, per complessive 63 presenze in massima serie.
Ha inoltre totalizzato 160 presenze in Serie B nelle file di Sambenedettese, Lazio e Messina, conquistando la promozione in A con la Lazio al termine della stagione 1962-1963.